# Rafał Adamski
Rafał Adamski (Dzierżoniów, 2001. november 21. –) lengyel labdarúgó, a Zagłębie Lubin csatárja.

## Pályafutása
Adamski a lengyelországi Dzierżoniów városában született. Az ifjúsági pályafutását a Zieloni Łagiewniki, a Lechia Dzierżoniów és a Miedź Legnica csapatában kezdte, majd 2021-ben a Zagłębie Lubin akadémiájánál folytatta.
2022-ben mutatkozott be a Zagłębie Lubin első osztályban szereplő felnőtt csapatában. Először a 2022. május 6-ai, Radomiak ellen 6–1-re megnyert mérkőzés 90. percében, Kacper Chodyna cseréjeként lépett pályára. Első gólját 2022. szeptember 9-én, a Warta Poznań ellen idegenben 2–2-es döntetlennel zárult találkozón szerezte meg.

## Statisztikák
2022. október 30. szerint
| Klub           | Szezon   | Osztály     | Bajnokság | Bajnokság | Kupa és Ligakupa | Kupa és Ligakupa | Nemzetközi | Nemzetközi | Összesen | Összesen |
| Klub           | Szezon   | Osztály     | Meccs     | Gól       | Meccs            | Gól              | Meccs      | Gól        | Meccs    | Gól      |
| -------------- | -------- | ----------- | --------- | --------- | ---------------- | ---------------- | ---------- | ---------- | -------- | -------- |
| Zagłębie Lubin | 2021–22  | Ekstraklasa | 1         | 0         | 0                | 0                | —          | —          | 1        | 0        |
| Zagłębie Lubin | 2022–23  | Ekstraklasa | 12        | 2         | 2                | 0                | —          | —          | 14       | 2        |
| Összesen       | Összesen | Összesen    | 13        | 2         | 2                | 0                | 0          | 0          | 15       | 2        |